# Авраам бен Іошія Єрушалмі
Авраам бен Іошія Єрушалмі — караїмський вчений і письменник першої половини XVIII століття. Караїмський бібліограф Сімха Іцхак бен Моше Луцький вважає його кримським уродженцем і називає Авраамом Калаї, тобто з Чуфут-Кале, визначаючи прізвисько Єрушалмі тільки до його батька Йошії, що побував в святому місті (ім'ям «Єрушалмі» величають себе караїми, які побували хоч один раз в Єрусалимі).
Авраам написав дві книги, з яких перша, один з кращих творів караїмської писемності, носить назву «Емуна-омен», ימא הנומא («Справжня віра»), і написана в кінці 1712 р.; вона була надрукована в Євпаторії в 1846 р. За словами Авраама, це його перший твір; тому заслуговує на увагу велика ерудиція автора не тільки в галузі караїмського творчості, але особливо в усіх галузях талмудичної і рабинської писемності. Книга містить чотири міркування:
1. Чи вірне і божественне походження Тора?
2. Чи вічна Тора?
3. Чи істинне віровчення караїмів або рабинітів?
4. Чи дозволяється євреям займатися вивченням інших наук, крім Тори?

На перший з цих питань автор відповідає коротким твердженням, що для істинності і божественності Тори у нього є докази логічні й історичні: Тора перейшла від предків, істинність ж її визнана усіма; таким чином, його аргументація має близьку подібність з доказами Єгуди Галеві. Таким же чином автор відповідає і на друге питання: якщо ми визнаємо істинність Тори, то обов'язково повинні вірити і в її вічність, тим паче що сама Тора багаторазово говорить, що вона дана навіки. Третє питання займає більшу частину книги (с. 4-44), і в спробі його доводу Авраам користується всією талмудичною літературою, хоча часто цитує її з інших авторів. Він виявляє велике знайомство із середньовічною рабинською-філософською літературою і віддає шану її представникам, особливо великому Маймоніду.
Суперечка між равиністами і караїмами Авраам призводить до трьох головних пунктів: а) розпорядження, які, за переконаннями равиністів, були передані Мойсею на Синаї усно (הבלה יםמ השמל) і, переходячи з роду в рід, були нарешті записані як закони; б) твердження равиністів, що Святе Письмо ще потребує тлумачення і пояснення в дусі традиції; в) що вченим знавцям Тори надано право, спираючись на 11 ст. 17 гл. Второзаконня, додавати до писаному закону припису і «межі». Авраам особливо довго зупиняється на першому пункті суперечки, виявляючи тут дивну ерудицію. Він доводить, що між самими равиністами існують розбіжності в питаннях галахи, і при цьому посилається на Маймоніда, який стверджує на початку свого «Сефер Міцвот», що тільки 613 заповідей слід вважати взятими з писаного закону, все ж інше вважається «словами Софера». На цій підставі Авраам стверджує, що різниця між караїмами і равиністами полягає лише в тому, що, за доктриною раввіністов, ми зобов'язані виконувати постанови вчених, що виводяться з біблійних законів шляхом штучної інтерпретації, бо таке тлумачення передбачено змістом вищезазначеного вірша Второзаконня; караїмські же вчені переконані, що, якщо докази равиністів не мають в кожному даному випадку фактичної підстави, вони зовсім не обов'язкові (с. 36б). Відзначаючи це, автор з гордістю заявляє, що він перший з усіх караїмів збагнув велику важливість питання, що галаха, передана Мойсеєві на Синаї, створена соферами (це визнають, на його думку, і вчені талмудисти) і що до всього цього він додумався завдяки лише точному виконанню настанови перших караїмських вчених — вивчати Мішну і Талмуд, «в більшій частині яких зберігаються заповіти наших предків» (с. 21б і 44б). По четвертому пункту Авраам приходить до висновку, що євреям не можна займатися вивченням світських наук, причому не слід наслідувати Маймоніда, шляхи і думки якого незбагненні для нас. Про себе особисто Авраам говорить, що він вивчав світські науки тільки як допоміжні засоби до вивчення Святого Письма. При цьому Авраам бере свої докази лише з тих філософських творів, які звеличують богословську науку над філософською і застерігають вірян від раціоналістичного вільнодумства (наприклад Праці Ісаака Арама, Йосипа Альбо і інших консервативних мислителів). Разом з тим Авраам призводить і ті місця Талмуда, де сказано, що світські науки дозволяється вивчати тільки в сутінки, цитує Гая Гаона, який стверджував, що тільки вивчення Мішни і Талмуда зміцнює душу, і відомий відгук Ашера Б.-Єхіїлі (Рош) про філософію: «Благословен всемилосердним, що визволив нас від неї».
Стиль Авраама знаходиться у великій залежності від складу рабинських письменників; автор виявляє більшу стриманість у виразах, коли полемізує з «рабинітами», і тільки зрідка роздратовано відгукується про талмудичний юдаїзм. Він нападає на Сааді Гаона (стор. 33б) і особливо на Авраама бен-Давида з Посквера (стор. 35а) за його твердження, що всі вчення творців Мішни і Талмуда перейшло за традицією від одного вченого до іншого, простуючи до «великого собору» і пророків.
Авраам також написав книгу «Schaol Schaal» про шехіт; рукопис її перебував у караїмського хахама в Одесі, Авраама Бейма, а інша копія — в Петербурзі, під № 625. До творів Авраама потрібно ще додати проповідь на суботу каяття; вона знаходиться в рукопису в Оксфорді (Каталог Нейбауер, № 277). Крім того, Аврааму приписуються дві літургійні пісні в караїмською молитовнику, що носять в акровіршем ім'я «Авраам».